# Milos Raonic
Milos Raonic (/ˈmiːloʊʃ ˈraʊnɪtʃ/ MEE-lohsh ROW-nich; sinh ngày 27 tháng 12 năm 1990) là một vận động viên quần vợt chuyên nghiệp người Canada. Anh ấy có vị trí cao nhất trong Bảng xếp hạng Đơn là số 3 thế giới vào ngày 21 tháng 11 năm 2016.
Sự nghiệp đỉnh cao bao gồm chung kết Grand Slam tại Giải đơn nam Vô địch Wimbledon 2016; hai bán kết Grand Slam tại Giải đơn nam - Vô địch Wimbledon 2014 và Giải đơn nam - Úc mở rộng 2016; và 3 chung kết giải ATP World Tour Masters 1000 tại Giải đơn nam cúp Roger 2013, Giải đơn nam BNP Paribas Masters 2014, và Giải đơn nam BNP Paribas Open 2016.

## Tiểu sử
Raonic sinh ngày 27 tháng 12 năm 1990 tại Titograd, SFR Nam Tư (nay là Podgorica, Montenegro), và là người gốc Serbi. Bị thúc đẩy bởi tình trạng bất ổn chính trị ở Balkan và tìm kiếm nhiều cơ hội nghề nghiệp hơn, gia đình anh chuyển đến Canada vào năm 1994 khi Raonic mới ba tuổi, định cư ở Brampton, Ontario. His parents are both engineers; his father, Dušan, holds a Ph.D. in electrical engineering, Cha mẹ của ông đều là kỹ sư, [21] cha của ông, Dušan, có bằng tiến sĩ kỹ thuật điện, [20] trong khi mẹ của ông, Vesna, có bằng cấp về cơ khí và kỹ thuật máy tính, bao gồm cả thạc sĩ. [2] [21] Ông có hai anh chị em, cả hai đều lớn hơn rất nhiều: em gái của ông, Jelena, có bằng thạc sĩ về thương mại và tài chính quốc tế và đã 11 tuổi, trong khi anh trai, Momir, có bằng cấp về công nghệ thông tin và kinh doanh và hơn chín tuổi. 2] Chú của Raonic, Branimir Gvozdenović, là một chính trị gia của Chính phủ Montenegro, nơi ông làm Phó Thủ tướng Raonic is fluent in Serbian and English.. Raonic thông thạo tiếng Serbian và tiếng Anh.

## Thống kê sự nghiệp

### Thời gian biểu thi đấu Grand Slam
| VĐ | CK | BK | TK | V# | RR | Q# | A | NH |

Bảng này đến hiện tại của Giải quần vợt Úc Mở rộng 2017.
| Trận đấu    | 2010 | 2011 | 2012 | 2013 | 2014 | 2015 | 2016 | 2017 | SR     | W–L   | Win % |
| ----------- | ---- | ---- | ---- | ---- | ---- | ---- | ---- | ---- | ------ | ----- | ----- |
| Úc Mở rộng  | A    | V4   | V3   | V4   | V3   | TK   | BK   | TK   | 0 / 7  | 23–7  | 77%   |
| French Open | A    | V1   | V3   | V3   | TK   | A    | V4   |      | 0 / 5  | 11–5  | 69%   |
| Wimbledon   | A    | V2   | V2   | V2   | BK   | V3   | CK   |      | 0 / 6  | 16–6  | 73%   |
| Mỹ Mở rộng  | 1R   | A    | V4   | V4   | V4   | V3   | 2R   |      | 0 / 6  | 12–6  | 67%   |
| Thắng–Thua  | 0–1  | 4–3  | 8–4  | 9–4  | 14–4 | 8–3  | 15–4 | 4–1  | 0 / 24 | 62–24 | 72%   |

### Chung kết Grand Slam: 1 (1 về nhì)
| Kết quả | năm  | Sự kiện   | Mặt sân | Đối thủ     | Score                   |
| ------- | ---- | --------- | ------- | ----------- | ----------------------- |
| Về nhì  | 2016 | Wimbledon | Grass   | Andy Murray | 4–6, 6–7(3–7), 6–7(2–7) |